# Alexander Whitaker
Alexander Whitaker (1585 – 1616) keresztény hittudós, aki az észak-amerikai Virginia kolóniában telepedett le 1611-ben és létrehozott két templomot Jamestownban. "Virginia apostola"-ként vált nevezetessé. 
A Cambridgeshire-i Holme-ban született. Whitaker népszerű vallási vezetővé vált, mind a telepesek és a bennszülöttek körében, hiszen ő volt a felelős  Pokahontasz kereszteléséért. Beszédeiből kiderül, hogy mennyire megértő volt a helyi indiánokkal, más telepeshez képest. Beszédei közül számos lejegyzésre került, melyekből küldtek vissza Angliába, hogy ott az angol gyarmatosítást támogassák észak-amerikában. Ezek közül a leghíresebb a  Good Newes from Virginia  (1613), melyben a helyieket "bűnösként és az ördög rabszolgáiként" jellemzi, azonban elismeri őket Ádám fiainak, értő nemzedéknek, gyors felfogásúnak és szorgos kezűnek."
Ez jelentős különbségnek számít más hasonló jellemzésekhez képest, mint például Cotton Mather-é, aki alig mondta jobbnak a helyi bennszülötteket az állatoknál, akik megérdemelnék a kiirtást.
Whitaker 1616-ban vízbe fulladt.